# 弗里多尼亞 (愛荷華州)
弗里多尼亞（英語：Fredonia）是一個位於美國愛荷華州路易莎縣的城市。

## 地理
弗里多尼亞的座標為41°17′06″N 91°20′17″W / 41.28500°N 91.33806°W，而該地的平均海拔高度為180米（即591英尺）。

## 人口
根據2010年美國人口普查的數據，弗里多尼亞的面積為0.44平方千米，當中陸地面積為0.44平方千米，而水域面積為0.00平方千米。當地共有人口244人，而人口密度為每平方千米554人。